# Dioumara Koussata
Dioumara est une commune rurale malienne, située dans le pays de la Kaarta, de l'arrondissement de Dioumara, dans le cercle de Diéma, et la région de Nioros. Elle a pour chef-lieu la localité de Dioumara.

## Villages
La commune s'étend sur 18 localités relevées lors du recensement général de 2009. 
Les villages les plus peuplés sont :
- Sofara (2 699 habitants) ;
- Zambougou (1 797 habitants) ;
- Dioumara (1 695 habitants).